# Kamerikse Nessen
De Kamerikse Nessen is een natuurgebied van 12 hectare in de provincie Utrecht dat wordt beheerd door Natuurmonumenten. Het betreft boezemlanden langs de Grecht welke hoger liggen dan de weilanden eromheen. Deze weilanden zijn door de ontwatering ingeklonken en daardoor gezakt.
De Kamerikse Nessen is een broedgebied voor moerasvogels zoals de rietgors en karekiet. Het gebied bestaat uit zogenaamd hooiland, rietland en moerasbos.